# La mort de Hammarskjöld
La mort de Hammarskjöld (títol original en anglès, Cold Case Hammarskjöld) és un documental del 2019 del cineasta danès Mads Brügger. Tracta sobre la mort de Dag Hammarskjöld en l'accident del DC-6 de les Nacions Unides a Ndola el 1961 i proposa una teoria que una organització supremacista blanca va intentar propagar el VIH/SIDA entre els negres africans. La pel·lícula investiga la possibilitat que l'avió de Hammarskjöld, que es va estavellar a Rhodèsia del Nord, fos abatut pel pilot mercenari belgobritànic Jan van Risseghem. Després d'intents infructuosos de demostrar de manera concloent aquesta teoria, la pel·lícula es desvia per investigar la misteriosa organització mercenària SAIMR, i aconseguir contactar amb dos nous testimonis que afirmen haver estat implicats en l'organització. Parts de la pel·lícula són metacinemàtiques, i reflexionen sobre els mètodes cinematogràfics utilitzats (interpretació de papers, disfresses i contractació de dues secretàries africanes) i les autèntiques motivacions del cineasta. S'ha subtitulat al català.
La pel·lícula va ser inscrita a la Competició Mundial de Documentals del Festival de Cinema de Sundance de 2019, on va guanyar el premi a la millor direcció de documental. Aleshores es va estrenar als cinemes d'Amèrica del Nord el 16 d'agost de 2019.